# Луганец-Орельский, Иван Трофимович
Иван Трофимович Орельский (фамилия при рождении Бовкун, известен также под псевдонимом Луганец; 8 сентября 1899 — 8 июля 1939) — российский революционер, сотрудник советских спецслужб, полпред в Китае (1937—1939). Убит сотрудниками НКВД.

## Биография
Родился в Луганске в семье кузнеца. Окончив в 1913 году железнодорожную школу, поступил в Черкасскую учительскую семинарию, однако, в 1915 году бросил учёбу и уехал в Киев. Работал на подённых работах. С 1916 года на службе в отделе Всероссийского земского союза по набору сапёрных дружин на Румынском фронте, с 1917 года в Одессе — помощник заведующего конным запасом.

### Участие в Гражданской войне
Принимал участие в революционной работе, был арестован в Одессе в период австро-германской оккупации, бежал в Киев. Примерно тогда же взял себе революционный псевдоним — Луганец. С 1918 года член эсеровской группы «Боротьбистов», боец и политработник в красных партизанских отрядах и РККА. Член РКП(б) с 1920 года.

### В мирное время
С 1921 года заместитель начальника отдела по борьбе с бандитизмом Киевской губЧК, работал в Черкассах, Белой Церкви, Бердичеве. С 1925 года учился в ВПШ в Москве, затем работал в исполкоме города Проскурова. В 1928 году направлен в пограничные войска ОГПУ, командовал погранотрядом в Волочиске. В 1929—1931 годах слушатель Военной академии РККА. С апреля 1931 году помощник начальника отдела в Особом отделе ОГПУ, затем замначальника оперативного отдела Главного управления пограничных и внутренних войск.
Был арестован 3 ноября 1933 года по обвинению в принадлежности к «Украинской военной организации», но 17 февраля 1934 года освобождён «за недоказанностью обвинений». С 1934 года — начальник Управления внутренней охраны (так назывались внутренние войска) НКВД Уральского округа. Звание комбрига присвоено 23 декабря 1935 года. Награждён знаком «Почётный работник ВЧК—ГПУ (XV)» 29 августа 1936 года.

### На дипломатической работе
В 1936 году отправлен вице-консулом в Урумчи вместе с женой Ниной Валентиновной Угапник, работавшей шифровальщицей. Тогда же взял себе новую фамилию — Орельский. 23 ноября 1937 года назначен полпредом СССР в Китае, сменив на этом посту Д. В. Богомолова (верительные грамоты вручены 23 января 1938 года).

### Убийство
В марте 1939 года отозван из Китая и арестован. Содержался в Сухановской тюрьме. Дал «показания» о заговоре в НКВД и своём участии в нём. Затем сотрудниками НКВД Влодзимирским, Церетели и Мироновым (начальником внутренней тюрьмы НКВД) 8 июля 1939 года в охраняемом НКВД спецвагоне по дороге из Москвы на курорт Цхалтубо он был убит молотком, а его жена задушена. Тела были вывезены в горы, где инсценирована автокатастрофа. Тайно похоронены в неизвестном месте.
Несколько позднее по приказу Л. П. Берия тела были эксгумированы и устроены публичные похороны. Похоронен с государственными почестями 15 июля 1939 года в Тбилиси на Ново-Верийском кладбище. Указанные Орельским как заговорщики советник полпредства СССР в Китае (он же резидент НКВД в Чунцине) полковник Ганин и секретарь полпредства (резидент в Ханькоу) полковник Тарабарин были также арестованы и расстреляны.